# Padmé Amidala
Padmé Naberrie Amidala (46-19 BBY), gespeeld door actrice Natalie Portman, is een personage uit de Star Wars-saga. Amidala komt voor in Episode I, II en III. Padmé Amidala, geboren als Padmé Naberrie, was de vrouw van Anakin Skywalker en de moeder van Luke Skywalker en Leia Skywalker/Leia Organa/Leia Solo. Ze was de democratisch verkozen koningin van Naboo. Later vertegenwoordigde ze de planeet als de senator van Naboo in de Galactische Senaat. Amidala is dan de opvolger van Palpatine.
Als kind is ze zeer getalenteerd en ontvangt een zeer goede opleiding. Vroeg in haar leven zet ze zich al in voor de sociaal zwakkeren. In haar jeugd heeft ze vrijwilligerswerk gedaan om vluchtelingen op te vangen (bij het Refugee Relief Movement). Zij heeft onder andere geholpen bij de Shadda-Bi-Boran exodus. Op 14-jarige leeftijd werd ze gekozen tot koningin van Naboo.
Als koningin heeft Padmé een dubbelganger genaamd Sabé. Als senator is dit Cordé, maar die sterft door een aanslag die eigenlijk voor Amidala bedoeld was.

## Episode I: The Phantom Menace
Gedurende de blokkade van Naboo, proberen Handelsfedederatie (Trade Federation)-leiders Nute Gunray en Rune Haako om Amidala een overeenkomst te laten tekenen om illegale activiteiten legaal te maken. Zij weigert en wordt dan gevangengenomen door de Battle Droids van de Handesfederatie. Ze wordt echter bevrijd door Jedi-ambassadeurs Qui-Gon Jinn en zijn leerling Obi-Wan Kenobi die haar meenemen naar Coruscant waar ze wordt bijgestaan door Senator Palpatine. Het Koninklijke Ruimteschip van Amidala wordt echter aangevallen door de vuurkracht van een droidcontroleschip van de Handelsfederatie en raakt beschadigd. Hoewel Amidala weet te ontsnappen, moet het schip een noodlanding maken op de zandplaneet Tatooine. Dan gaat Padmé als dienstmeisje mee met de Jedimeester Qui-Gon Jinn, de Gungan Jar Jar Binks en de astromechdroid die haar schip van de ondergang redde, met het nummer R2-D2.
Op Tatooine ontmoet Padmé de jongen Anakin Skywalker in een zaakje waar het groepje de onderdelen voor een T-14 Hyperdrive aan het zoeken is. Anakin is een slaaf, net als zijn moeder Shmi Skywalker. De eigenaar van hen is de Toydariaan Watto. Anakin heeft veel interesse voor Padmé en noemt haar een engel van de planeet Iego.
Het blijkt dat Anakin de Uitverkorene is die de Balans in de Kracht kan herstellen volgens een profetie van de Jedi-orde. De jongen weet de gevaarlijke Boonta Eve Podrace te winnen en zo zijn vrijheid te verkrijgen. Na afloop gaat Anakin mee met Qui-Gon Jinn om in opleiding te gaan volgen voor een Jedi. De onderdelen voor het ruimteschip weet Qui-Gon op de kop te tikken bij Watto en samen met Anakin vertrekken ze alsnog naar de stadsplaneet Coruscant, thuisplaneet van de Galactische Republiek en de Galactische Senaat en de Jedi-orde.
Op Coruscant leert Amidala de inefficiëntie van galactische politiek. Op advies van Senator Palpatine, dient Amidala een motie van wantrouwen in tegen Supreme Kanselier Valorum. Senator Palpatine krijgt zo de gelegenheid om diens functie over te nemen.
Ze heeft genoeg van het eindeloze gekibbel van de Galactische Senaat, en keert terug naar Naboo. Met hulp van de inheemse Gungans wordt de hoofdstad van Naboo bevrijd tijdens de Slag om Naboo. Ze weet haar meningsverschillen met Boss Nass en de Gungans te herstellen. Tijdens deze strijd, infiltreert Amidala haar eigen paleis en dwingt de Neimoidiaanse onderkoning Nute Gunray tot overgave. Anakin Skywalker weet met zijn bijzondere gaven het droidcontroleschip van binnenuit te vernietigen en zodoende raken de Battle Droids onbestuurbaar en is de slag gewonnen. De Neimoidianen, zonder hun verslagen legers, gaven zich over.

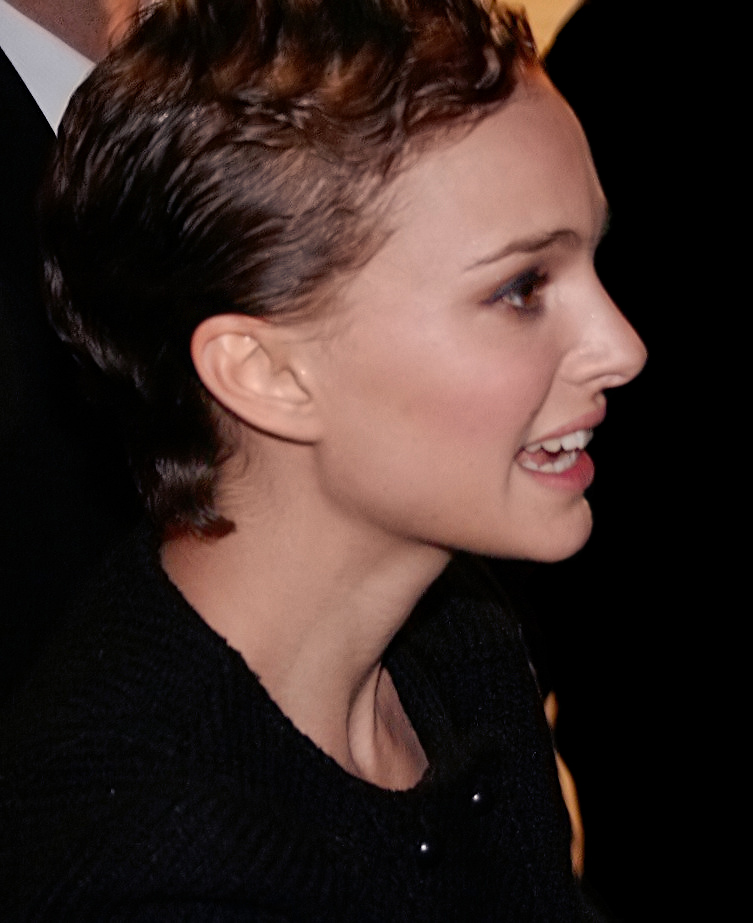
Natalie Portman speelde Padmé Amidala

Tijdens haar regeerperiode heeft koningin Amidala de beschikking over adviseurs en hulpjes voor de dagelijkse werkzaamheden. Het meest belangrijk voor Amidala zijn haar dienstmeisjes: Saché, Yané, Rabé en Eirtaé. Naast het helpen met haar jurken, haardracht en make-up, zijn de dienstmaagden getraind in zelfverdediging. Indien er gevaar dreigt, gedraagt Amidala zich als een van de dienstmeisjes onder haar echte naam Padmé Naberrie en wordt haar rol als koningin overgenomen door Sabé.
Op het einde van haar termijn, treedt Amidala af als koningin, zoals zij verplicht is volgens de grondwet. Zij was zo populair geworden als koningin dat het volk met gemak voor had gestemd als er een amendement was ingediend om haar termijn te verlengen. Hoewel ze het volste recht heeft om te genieten van haar pensioen, blijft Amidala zich inzetten voor de overheid. Op verzoek van de nieuwe koningin, Jamillia, wordt Amidala benoemd tot Senator of Naboo, waarmee ze de voormalige baan van Palpatine overneemt. Wars van politiek is zij een lichtpunt van redelijkheid en rationaliteit in een steeds corruptere senaat.

## Episode II: Attack of the Clones
Het is tien jaar na de invasie van Naboo door de Handelsfederatie. Met de opkomst van een separatistenbeweging die de stabiliteit van de Galactische Republiek bedreigd, is Amidala een van de weinigen die tot een vreedzame oplossing proberen te komen. Onruststokende senatoren proberen een leger op de been te brengen om de Galactische Republiek te beschermen, maar Amidala leidt de oppositie tegen dit plan (Military Creation Act). Zij is van mening dat zo'n plan onherroepelijk zal leiden tot geweld tegen de separatisten.
Op de stemdag voor het Military Creation Act, wordt een aanslag gepleegd op Amidala's ruimteschip. Bij de landing op Coruscant explodeert haar schip. Amidala denkt dat de voormalige Jedi Graaf Dooku achter de aanslag zit. Deze gedachte is echter onjuist, het is een oude vijand, Nute Gunray, hoewel dit pas later wordt ontdekt.
Op bevel van Palpatine, krijgt Amidala bescherming van de Jediridders. Zo komt Amidala wederom in contact met Obi-Wan Kenobi en zijn leerling Anakin Skywalker, die ze in geen tien jaar heeft gezien. Een tweede aanslag op het leven van Amidala bewijst hoe noodzakelijk de bescherming is.
Terwijl de Jedi onderzoek doen naar de aanvallen op Amidala, zoekt ze haar toevlucht tot het Merengebied van Naboo. Anakin blijft bij haar om haar te beschermen en hun diepe vriendschap groeit uit tot liefde.
De liefde is voor beiden verboden. Volgens de Jedicode is het niet toegestaan om een romantische relatie te hebben en Padmé moet zich richten op haar carrière als Senator. Ondanks hun sterke gevoelens is het de oudere Padmé die hier weerstand aan kan bieden.
Omdat Anakin wordt geplaagd door nachtmerries over zijn moeder, Shmi Skywalker, gaan Anakin en Padmé naar de planeet Tatooine. Anakin vindt zijn moeder kort voordat zij overlijdt. Hij neemt wraak op haar moordenaars, de Tusken Raiders. Omdat wraak nemen niet mag van de Jedicode schaamt Anakin zich diep en hij wordt opgevangen door Padmé.
Kort hierna moeten Anakin en Padmé op weg naar de planeet Geonosis om Obi-Wan te redden van de separatistenbeweging. Padmé hoopt dat ze haar diplomatieke vaardigheden kan gebruiken, maar zij en Anakin worden gevangengenomen en veroordeeld tot executie wegens spionage. Vlak voor de executie verklaart Padmé haar liefde voor Anakin.
Samen met Obi-Wan en Anakin wordt Padmé vastgebonden in een executie arena, waarna drie arenabeesten (Nexu, Reek en Acklay) op hen worden losgelaten. Gezamenlijk vechten ze tegen de beesten en worden hierin bijgestaan door de versterking van de Jediridders met het leger van Clone Troopers. Hoewel Padmé in eerste instantie tegen een leger was, vecht zij nu gezamenlijk met het nieuwe kloonleger tegen de droids van de separatistenbeweging in de Slag om Geonosis. Graaf Dooku, Nute Gunray en de andere separatistenleiders ontsnappen van de planeet.
Na de strijd van Geonosis, begeleidt Anakin Padmé terug naar Naboo. Op dezelfde plek waar hun verboden liefde tot bloei kwam, trouwen de twee in het geheim. Alleen C-3PO en R2-D2 zijn hierbij aanwezig. De Kloonoorlogen zijn inmiddels van start gegaan.

## Episode III: Revenge of the Sith
Amidala blijft dienen in de Galactische Senaat, hoewel ze vaak bezorgd is door de carrière van haar man als Jedi. Anakin wordt een ware oorlogsheld die bekend is in de hele Republiek. Ze zien elkaar heel weinig en vaak maar heel kort, omdat de oorlog zich voornamelijk afspeelt in de Outer Rim, ver van Coruscant. Wanneer de gevechten bij de Outer Rim stoppen, heeft Padmé groot nieuws voor Anakin, want ze is zwanger van een tweeling en hij wordt vader. Anakin is blij en noemt het het mooiste moment van zijn leven.
Helaas voor Amidala, moet zij lijdzaam toezien hoe Anakin van haar vervreemdt, terwijl hij meer en meer onder de invloed komt van Kanselier Palpatine. Palpatine blijkt Darth Sidious te zijn, een Sith Meester, die er in is geslaagd om Anakin over te halen naar de Duistere Kant met beloften van macht. Palpatine zegt dat Anakin Padmé kan redden van de dood die hij van haar ziet in Anakins dromen met behulp van de wegen van de Sith.
Het komt zelfs zo ver dat Anakin probeert om Padmé te wurgen met de Kracht, maar hier wordt door Obi-Wan een stokje voor gestoken. Obi-Wan ziet erop toe dat Padmé in veiligheid wordt gebracht.
Bij de geboorte van haar kinderen op Polis Massa overlijdt Padmé. De tweeling wordt door haar Luke en Leia genoemd. Om de kinderen te beschermen tegen de Sith, wordt Luke ondergebracht bij zijn oom Owen Lars en zijn tante Beru Whitesun Lars op Tatooine. Leia wordt geadopteerd door senator Bail Organa van Alderaan en zijn vrouw.
Padmé Amidala krijgt een staatsbegrafenis op haar thuisplaneet Naboo, waar ze wordt herdacht door onder andere Jar Jar Binks, Boss Nass en haar voormalige Gouverneur Sio Bibble.

## Star Wars: The Clone Wars
Tussen Episode II en III gaan de Kloonoorlogen verder. Dit is te zien in de film (2008) en de bijbehorende animatieserie Star Wars: The Clone Wars. Hierin heeft Senator Padmé Amidala wederom een hoofdrol.

## Stamboom Skywalkerfamilie
Stamboom van de familie Skywalker in de officiële filmreeks:
| Cliegg Lars    | Cliegg Lars    | Cliegg Lars    | Cliegg Lars    | Cliegg Lars    | Cliegg Lars    |  |  | Shmi Skywalker   | Shmi Skywalker   | Shmi Skywalker   | Shmi Skywalker   | Shmi Skywalker   | Shmi Skywalker   |          |          |               |               |               |               |               |               |             |             |             |             |             |             |             |             |  |  |  |  |  |  |  |  |
| Cliegg Lars    | Cliegg Lars    | Cliegg Lars    | Cliegg Lars    | Cliegg Lars    | Cliegg Lars    |  |  | Shmi Skywalker   | Shmi Skywalker   | Shmi Skywalker   | Shmi Skywalker   | Shmi Skywalker   | Shmi Skywalker   |          |          |               |               |               |               |               |               |             |             |             |             |             |             |             |             |  |  |  |  |  |  |  |  |
|                |                |                |                |                |                |  |  |                  |                  |                  |                  |                  |                  |          |          |               |               |               |               |               |               |             |             |             |             |             |             |             |             |  |  |  |  |  |  |  |  |
| Owen Lars      | Owen Lars      | Owen Lars      | Owen Lars      | Owen Lars      | Owen Lars      |  |  | Anakin Skywalker | Anakin Skywalker | Anakin Skywalker | Anakin Skywalker | Anakin Skywalker | Anakin Skywalker |          |          | Padmé Amidala | Padmé Amidala | Padmé Amidala | Padmé Amidala | Padmé Amidala | Padmé Amidala |             |             | Bail Organa | Bail Organa | Bail Organa | Bail Organa | Bail Organa | Bail Organa |  |  |  |  |  |  |  |  |
| Owen Lars      | Owen Lars      | Owen Lars      | Owen Lars      | Owen Lars      | Owen Lars      |  |  | Anakin Skywalker | Anakin Skywalker | Anakin Skywalker | Anakin Skywalker | Anakin Skywalker | Anakin Skywalker |          |          | Padmé Amidala | Padmé Amidala | Padmé Amidala | Padmé Amidala | Padmé Amidala | Padmé Amidala |             |             | Bail Organa | Bail Organa | Bail Organa | Bail Organa | Bail Organa | Bail Organa |  |  |  |  |  |  |  |  |
|                |                |                |                |                |                |  |  |                  |                  |                  |                  |                  |                  |          |          |               |               |               |               |               |               |             |             |             |             |             |             |             |             |  |  |  |  |  |  |  |  |
|                |                |                |                |                |                |  |  |                  |                  |                  |                  |                  |                  |          |          |               |               |               |               |               |               |             |             |             |             |             |             |             |             |  |  |  |  |  |  |  |  |
| Luke Skywalker | Luke Skywalker | Luke Skywalker | Luke Skywalker | Luke Skywalker | Luke Skywalker |  |  |                  |                  |                  |                  |                  |                  | Han Solo | Han Solo | Han Solo      | Han Solo      | Han Solo      | Han Solo      |               |               | Leia Organa | Leia Organa | Leia Organa | Leia Organa | Leia Organa | Leia Organa |             |             |  |  |  |  |  |  |  |  |
| Luke Skywalker | Luke Skywalker | Luke Skywalker | Luke Skywalker | Luke Skywalker | Luke Skywalker |  |  |                  |                  |                  |                  |                  |                  | Han Solo | Han Solo | Han Solo      | Han Solo      | Han Solo      | Han Solo      |               |               | Leia Organa | Leia Organa | Leia Organa | Leia Organa | Leia Organa | Leia Organa |             |             |  |  |  |  |  |  |  |  |
|                |                |                |                |                |                |  |  |                  |                  |                  |                  |                  |                  |          |          |               |               |               |               |               |               |             |             |             |             |             |             |             |             |  |  |  |  |  |  |  |  |
|                |                |                |                |                |                |  |  |                  |                  |                  |                  |                  |                  |          |          |               |               | Ben Solo      |               |               |               |             |             |             |             |             |             |             |             |  |  |  |  |  |  |  |  |

Stamboom van de familie Skywalker volgens de Expanded Universe:
| Cliegg Lars    | Cliegg Lars    | Cliegg Lars    | Cliegg Lars    | Cliegg Lars    | Cliegg Lars    |               |               | Shmi Skywalker   | Shmi Skywalker   | Shmi Skywalker   | Shmi Skywalker   | Shmi Skywalker   | Shmi Skywalker   |            |            |               |               |               |               |               |               |            |            |             |             |             |             |             |             |          |          |          |          |  |  |             |             |             |             |             |             |
| Cliegg Lars    | Cliegg Lars    | Cliegg Lars    | Cliegg Lars    | Cliegg Lars    | Cliegg Lars    |               |               | Shmi Skywalker   | Shmi Skywalker   | Shmi Skywalker   | Shmi Skywalker   | Shmi Skywalker   | Shmi Skywalker   |            |            |               |               |               |               |               |               |            |            |             |             |             |             |             |             |          |          |          |          |  |  |             |             |             |             |             |             |
|                |                |                |                |                |                |               |               |                  |                  |                  |                  |                  |                  |            |            |               |               |               |               |               |               |            |            |             |             |             |             |             |             |          |          |          |          |  |  |             |             |             |             |             |             |
| Owen Lars      | Owen Lars      | Owen Lars      | Owen Lars      | Owen Lars      | Owen Lars      |               |               | Anakin Skywalker | Anakin Skywalker | Anakin Skywalker | Anakin Skywalker | Anakin Skywalker | Anakin Skywalker |            |            | Padmé Amidala | Padmé Amidala | Padmé Amidala | Padmé Amidala | Padmé Amidala | Padmé Amidala |            |            | Bail Organa | Bail Organa | Bail Organa | Bail Organa | Bail Organa | Bail Organa |          |          |          |          |  |  |             |             |             |             |             |             |
| Owen Lars      | Owen Lars      | Owen Lars      | Owen Lars      | Owen Lars      | Owen Lars      |               |               | Anakin Skywalker | Anakin Skywalker | Anakin Skywalker | Anakin Skywalker | Anakin Skywalker | Anakin Skywalker |            |            | Padmé Amidala | Padmé Amidala | Padmé Amidala | Padmé Amidala | Padmé Amidala | Padmé Amidala |            |            | Bail Organa | Bail Organa | Bail Organa | Bail Organa | Bail Organa | Bail Organa |          |          |          |          |  |  |             |             |             |             |             |             |
|                |                |                |                |                |                |               |               |                  |                  |                  |                  |                  |                  |            |            |               |               |               |               |               |               |            |            |             |             |             |             |             |             |          |          |          |          |  |  |             |             |             |             |             |             |
|                |                |                |                |                |                |               |               |                  |                  |                  |                  |                  |                  |            |            |               |               |               |               |               |               |            |            |             |             |             |             |             |             |          |          |          |          |  |  |             |             |             |             |             |             |
| Luke Skywalker | Luke Skywalker | Luke Skywalker | Luke Skywalker | Luke Skywalker | Luke Skywalker |               |               | Mara Jade        | Mara Jade        | Mara Jade        | Mara Jade        | Mara Jade        | Mara Jade        |            |            | Han Solo      | Han Solo      | Han Solo      | Han Solo      | Han Solo      | Han Solo      |            |            | Leia Organa | Leia Organa | Leia Organa | Leia Organa | Leia Organa | Leia Organa |          |          |          |          |  |  |             |             |             |             |             |             |
| Luke Skywalker | Luke Skywalker | Luke Skywalker | Luke Skywalker | Luke Skywalker | Luke Skywalker |               |               | Mara Jade        | Mara Jade        | Mara Jade        | Mara Jade        | Mara Jade        | Mara Jade        |            |            | Han Solo      | Han Solo      | Han Solo      | Han Solo      | Han Solo      | Han Solo      |            |            | Leia Organa | Leia Organa | Leia Organa | Leia Organa | Leia Organa | Leia Organa |          |          |          |          |  |  |             |             |             |             |             |             |
|                |                |                |                |                |                |               |               |                  |                  |                  |                  |                  |                  |            |            |               |               |               |               |               |               |            |            |             |             |             |             |             |             |          |          |          |          |  |  |             |             |             |             |             |             |
|                |                |                |                |                |                |               |               |                  |                  |                  |                  |                  |                  |            |            |               |               |               |               |               |               |            |            |             |             |             |             |             |             |          |          |          |          |  |  |             |             |             |             |             |             |
|                |                |                |                | Ben Skywalker  | Ben Skywalker  | Ben Skywalker | Ben Skywalker | Ben Skywalker    | Ben Skywalker    |                  |                  | Jaina Solo       | Jaina Solo       | Jaina Solo | Jaina Solo | Jaina Solo    | Jaina Solo    |               |               | Jacen Solo    | Jacen Solo    | Jacen Solo | Jacen Solo | Jacen Solo  | Jacen Solo  |             |             | Tenel Ka    | Tenel Ka    | Tenel Ka | Tenel Ka | Tenel Ka | Tenel Ka |  |  | Anakin Solo | Anakin Solo | Anakin Solo | Anakin Solo | Anakin Solo | Anakin Solo |
|                |                |                |                | Ben Skywalker  | Ben Skywalker  | Ben Skywalker | Ben Skywalker | Ben Skywalker    | Ben Skywalker    |                  |                  | Jaina Solo       | Jaina Solo       | Jaina Solo | Jaina Solo | Jaina Solo    | Jaina Solo    |               |               | Jacen Solo    | Jacen Solo    | Jacen Solo | Jacen Solo | Jacen Solo  | Jacen Solo  |             |             | Tenel Ka    | Tenel Ka    | Tenel Ka | Tenel Ka | Tenel Ka | Tenel Ka |  |  | Anakin Solo | Anakin Solo | Anakin Solo | Anakin Solo | Anakin Solo | Anakin Solo |
|                |                |                |                |                |                |               |               |                  |                  |                  |                  |                  |                  |            |            |               |               |               |               |               |               |            |            |             |             |             |             |             |             |          |          |          |          |  |  |             |             |             |             |             |             |
|                |                |                |                |                |                |               |               |                  |                  |                  |                  |                  |                  |            |            |               |               |               |               |               |               |            |            | Allana Solo |             |             |             |             |             |          |          |          |          |  |  |             |             |             |             |             |             |